# 第85回全国高等学校ラグビーフットボール大会
第85回全国高等学校ラグビーフットボール大会は、2005年（平成17年）12月27日から2006年（平成18年）1月7日まで近鉄花園ラグビー場にて行われた全国高等学校ラグビーフットボール大会である。優勝は京都府の伏見工業高校（4回目）。

## 概要
回数の末尾に0もしくは5が付く、いわゆる記念大会となるが、第80回大会に続き、出場校の増枠は実施されなかった。
従来から行っていた準決勝当日の地上波テレビ中継放送は廃止され、決勝戦のみが生放送（ネットセールス枠）される。
また今大会から大会キャラクターがミスマガジンから1人起用されて、今大会ではミスマガ2005審査員特別賞受賞の中村優が起用された。さらに今大会から日本航空第二（現・日本航空石川）が現在に至るまで連続出場を続けている。（2019年現在）

### 日程
- 12月2日 抽選会
- 12月27日・12月28日 1回戦
- 12月30日 2回戦
- 1月1日 3回戦
- 1月3日 準々決勝
- 1月5日 準決勝
- 1月7日 決勝

## 出場校
※シード校については、校名の後ろに(A)、(B)と記載。
北海道
- 北北海道代表 - 北見北斗（2年ぶり34回目）
- 南北海道代表 - 札幌山の手（6年連続6回目）

東北
- 青森県代表 - 青森北（3年ぶり8回目）
- 岩手県代表 - 黒沢尻北（31年ぶり2回目）(B)
- 宮城県代表 - 仙台育英（10年連続12回目）
- 秋田県代表 - 秋田工（2年連続61回目）(B)
- 山形県代表 - 山形中央（8年連続14回目）
- 福島県代表 - 安積（7年ぶり2回目）

関東
- 茨城県代表 - 茗溪学園（2年連続13回目）(B)
- 栃木県代表 - 国学院栃木（6年連続11回目）
- 群馬県代表 - 東農大二（2年連続21回目）
- 埼玉県代表 - 深谷（初出場）
- 千葉県代表 - 流経大柏（11年連続13回目）(B)
- 東京都第一代表 - 成蹊（31年ぶり4回目）
- 東京都第二代表 - 国学院久我山（15年連続31回目）(B)
- 神奈川県代表 - 桐蔭学園（2年ぶり5回目）(A)
- 山梨県代表 - 桂（2年ぶり2回目）

北信越
- 新潟県代表 - 新潟工（2年連続30回目）
- 長野県代表 - 岡谷工（7年連続21回目）
- 富山県代表 - 砺波（2年ぶり13回目）
- 石川県代表 - 日本航空第二（初出場）
- 福井県代表 - 若狭（2年連続6回目）

東海
- 静岡県代表 - 東海大翔洋（5年連続5回目）
- 愛知県代表 - 旭野（初出場）
- 岐阜県代表 - 岐阜工（14年ぶり15回目）
- 三重県代表 - 朝明（初出場）

近畿
- 滋賀県代表 - 八幡工（3年連続22回目）
- 京都府代表 - 伏見工（2年ぶり16回目）
- 大阪府第一代表 - 啓光学園（15年連続18回目）(A)
- 大阪府第二代表 - 大阪工大高（2年連続28回目）(B)
- 大阪府第三代表 - 東海大仰星（2年ぶり7回目）(B)
- 兵庫県代表 - 報徳学園（2年連続35回目）
- 奈良県代表 - 天理（2年連続58回目）
- 和歌山県代表 - 熊野（6年連続9回目）

中国
- 鳥取県代表 - 倉吉東（2年連続6回目）
- 島根県代表 - 江の川（15年連続15回目）
- 岡山県代表 - 岡山工（2年連続6回目）
- 広島県代表 - 広島工（2年ぶり30回目）
- 山口県代表 - 萩工（4年連続11回目）

四国
- 徳島県代表 - 阿波（初出場）
- 香川県代表 - 高松北（2年連続5回目）
- 愛媛県代表 - 新田（9年連続43回目）
- 高知県代表 - 土佐塾（2年ぶり9回目）

九州・沖縄
- 福岡県代表 - 東福岡（6年連続16回目）(B)
- 佐賀県代表 - 佐賀工（24年連続34回目）
- 長崎県代表 - 長崎北陽台（2年ぶり10回目）(B)
- 熊本県代表 - 荒尾（3年ぶり2回目）
- 大分県代表 - 大分舞鶴（20年連続44回目）(A)
- 宮崎県代表 - 高鍋（4年連続15回目）
- 鹿児島県代表 - 鹿児島実（3年ぶり10回目）
- 沖縄県代表 - 名護（6年連続9回目）

## 試合時間
※全試合30分ハーフで行う。同点で終了した場合は1.トライ数2.ゴール数3.抽選の順にて次回出場校を決める。

## 試合

### 1回戦
- 新潟工 29 - 6 阿波
- 岐阜工 13 - 7 熊野
- 桂 19 - 13 広島工業
- 天理 12 - 12 成蹊
- 札幌山の手 66 - 14 高松北
- 萩工 34 - 5 日本航空第二
- 深谷 88 - 5 若狭
- 報徳学園 31 - 12 青森北
- 岡山工 24 - 17 北見北斗
- 旭野 43 - 7 名護

- 佐賀工 50 - 6 岡谷工業
- 仙台育英 89 - 5 倉吉東
- 東海大翔洋 88 - 0 土佐塾
- 江の川 26 - 3 砺波
- 八幡工 14 - 10 安積
- 朝明 33 - 19 鹿児島実
- 新田 14 - 10 山形中央
- 高鍋 17 - 12 東農大二
- 荒尾 10 - 9 国学院栃木

### 2回戦
- 桐蔭学園 26 - 0 新潟工
- 桂 26 - 24 岐阜工
- 秋田工 12 - 5 天理
- 大阪工大高 55 - 0 札幌山の手
- 黒沢尻北 36 - 24 萩工
- 長崎北陽台 49 - 8 深谷
- 報徳学園 17 - 14 流経大柏
- 伏見工 72 - 5 岡山工

- 大分舞鶴 31 - 14 旭野
- 佐賀工 24 - 15 仙台育英
- 茗溪学園 59 - 3 東海大翔洋
- 東福岡 27 - 7 江の川
- 国学院久我山 48 - 10 八幡工
- 東海大仰星 67 - 0 朝明
- 高鍋 68 - 14 新田
- 啓光学園 15 - 3 荒尾

### 3回戦
- 桐蔭学園 32 - 5 桂
- 大阪工大高 43 - 7 秋田工
- 長崎北陽台 34 - 7 黒沢尻北
- 伏見工 48 - 0 報徳学園

- 大分舞鶴 40 - 21 佐賀工
- 茗溪学園 35 - 24 東福岡
- 東海大仰星 38 - 7 国学院久我山
- 啓光学園 39 - 5 高鍋

### 準々決勝
- 桐蔭学園 27 - 8 茗溪学園
- 大阪工大高 29 - 12 啓光学園

- 伏見工 24 - 20 長崎北陽台
- 東海大仰星 55 - 7 大分舞鶴

### 準決勝
- 桐蔭学園 12 - 10 大阪工大高

- 伏見工 15 - 10 東海大仰星

### 決勝
- 伏見工（5年ぶり4回目） 36 - 12 桐蔭学園
  - 当大会の伏見工業高校の優勝が現在の所、工業高校の最後の優勝である（2021年現在）。

## 関連試合

### 第29回高校東西対抗試合
- 大会で特に活躍した選手を選抜した上で東西に分かれて行ういわば高校ラグビー版オールスターゲームである。

東軍監督佐藤幹夫、西軍監督石井保明、2006年1月15日 花園ラグビー場 試合結果西軍 24-10 東軍
主な出場選手
- 安藤泰洋（東軍・秋田工） - 日本代表、清水建設ブルーシャークス所属
- 大島佐利（東軍・國學院栃木） - 7人制日本代表、元サントリーサンゴリアス所属
- 川西智治（東軍・流経大柏） - トヨタ自動車ヴェルブリッツ所属
- 神田佑樹（西軍・大工大） - 元釜石シーウェイブス所属
- 櫻井朋広（東軍・桐蔭学園） - 清水建設ブルーシャークス所属
- 笹渕智（東軍・旭野） - 元豊田自動織機シャトルズ所属
- 田邊秀樹（西軍・啓光学園） - 日野レッドドルフィンズ所属
- 中田晃司（西軍・荒尾） - 元Honda HEAT所属
- 仲村慎祐（西軍・報徳学園） - 日本代表、サントリーフーズサンデルフィス所属
- 早田健二（西軍・大分舞鶴） - 九州電力キューデンヴォルテクス所属
- 日和佐篤（西軍・報徳学園） - 日本代表、神戸製鋼コベルコスティーラーズ所属
- 宮本賢二（西軍・東福岡） - 元サントリーサンゴリアス所属
- 村下雅章（西軍・伏見工）- 近鉄ライナーズ所属
- 文字隆也（西軍・伏見工）- 元トヨタ自動車ヴェルブリッツ所属
- 山口真澄（西軍・長崎北陽台） - 元コカ・コーラレッドスパークス所属
- 山根有人（東軍・札幌山の手） - 7人制日本代表、元Honda Heat所属
- 渡邊太生（東軍・黒沢尻北） - 7人制日本代表、東芝ブレイブルーパス所属